# 小杉紗代
小杉 紗代（こすぎ さよ、1980年10月14日 - ）は、日本の作曲家。

## 概要
ジュリアード音楽院の大学院作曲専攻卒業。2014年、同校より、作曲で最優秀作品に贈られるPalmer Dixon Prizeを受賞。
ベルギー王立フランダースバレエ団 w:Royal Ballet of Flandersの新作Flanders Fieldsの音楽全編を書き下ろし、ヨーロッパ各国で2015年ツアー公演が行われた。また、英国ロイヤルアカデミーオブダンス w:Royal Academy of Danceの委嘱により、世界で最も権威ある国際バレエコンクール、w:Genée International Ballet Competition最終選考の男女それぞれの振付けの課題曲を作曲。2014年ベルギー王立ロイヤルフランダースバレエ『Choreo Lab』では4曲に新作振付での公演のほか、ニューヨーク・シティ・バレエ団の振付インスティテュートのスペシャルイベント委嘱により、振付師リカルド・アマランテのバレエ作品Essential Shift の音楽を手がけ、イングリッシュナショナルバレエスクール w:English National Ballet Schoolでも再演された。
また、北京現代音楽祭を始め、タイ国際作曲音楽祭、シンガポール、ニューヨーク、ロサンゼルス、韓国、沖縄、ベトナムでAsia-America New Music Institute　アジア・アメリカ現代音楽協会によるコンサートツアーにおいて、バイオリニスト五嶋龍氏によりLilac Nova室内楽版が演奏されている。
2013-2014シーズンは、ニューヨーク・メトロポリタンオペラとシカゴ・w:Lyric Opera of Chicagoのテノール、Keith Jameson委嘱作品Three Wishes in Time Of Rain、その他、ジュリアードオーケストラ作曲コンペティションで新作Lilac Nova for solo violin and large orchestra が選ばれ、2014年2月にリンカーン・センターのアリス・タリー・ホールで、ミラースキー氏指揮ジュリアードオーケストラにより初演された。また、イタリア人ピアニスト、ジュゼッペ・アンダローロと新日本フィルコンサートマスター西江辰郎氏により『スパイラリング・スパークス』の初演が東京と仙台で行われた他、『ビヨンド　ザ　マシーン』フェスティバル（ニューヨーク）にて上映された短編無声映画The Projectionist（Micheal Bates監督・豪）と、2014年同フェスティバル上映作品Benny and Jack Flying Machine (Krysten Resnick監督・英）の音楽を作曲した。
国内では、東宝による初の音楽朗読劇『Voicarion』2作品の音楽監督・作曲を連作で担当。（藤沢文翁原作・脚本・演出）2015年度めざましテレビ、めざましテレビアクア（フジテレビ）のオープニングテーマ、2016年公開映画ホテルコパン（門馬直人監督）のサントラを作曲。また、日本の皇室に献上される映像作品シリーズ『騎馬打毬』『流鏑馬』ほか、シリーズ新作の音楽を作曲。
その他、クレステッド・ビューテ音楽祭、メトロポリスアンサンブルの委託作など、全米とヨーロッパ各国のコンサートや音楽祭において、ソロ、室内楽、オーケストラの委嘱作品を発表し、高い評価を得ている。
国立音楽大学ピアノ科を卒業後、自身が作曲とピアノを務めるグループ『MODEA』を結成。2003年から2008年までの5年間で1000公演を行い、5枚のオリジナルCDは、国内大手CD店の売り上げチャートにおいて、同時に4つのジャンルで1位を獲得。NHK『ザ☆スター』、テレビ東京『レディス4』『朝だ！生です旅サラダ』オープニング曲、テレビ番組のオープニング曲に数々の起用される他、企業やブランドのテーマ音楽（シブヤ西武テーマ曲）、フジテレビ製作映像作品『夜もみじ』等、映像作品の音楽を作曲。
NPO法人日米現代音楽協会（JAINM) 理事及び日本支部ディレクターを務める

## 来歴
ViVi、Fine、Cawaii等で人気モデルとして活躍した後、2003年、ソプラノ、ヴァイオリン、パーカッションと、自身がピアノと作曲を担当するクロスオーヴァーユニット、『MODEA』を結成。2005年のメンバー変更を経て2008年までの間に、丸ビルほか丸の内各オフィスビル、東京タワー、六本木ヒルズアリーナをはじめとする全国各地における演奏の他、全国のそごう・西武のファッションキャンペーンソングや、渋谷西武50周年記念ソング『Clarity』を作曲。発売した5枚のオリジナルアルバムのうち、『Romantic White』『Clarity』はHMVのジャンル別セールスチャートのヒーリング、ニューエイジ等、4部門で同時に1位を獲得。カルティエ、ディオール、ヴィヴィアンウェストウッド、資生堂等のラグジュアリーブランドのパーティや、フィギュアスケート世界選手権やワールドベースボールクラシックの表彰式典など、国際イベントにも多く出演・演奏した。
2008年5月のライブを最後にユニットを去り、渡米。ニューヨークに生活の拠点を移す。コロンビア大学ゴスペルコーラスや、タイムズスクエア教会でゴスペルコーラスのピアノを担当。その後、アメリカの現代音楽に魅了され、一から作曲を勉強し直す。
2011年、ジュリアード音楽院の大学院に合格。バリトン歌手の大西宇宙は同年度の入学で唯一の日本人同級生である。現在、ロバート・ビーザーの元で研鑽を積む。
2014年、ジュリアード音楽院作曲専攻修了。同校より、作曲で最優秀作品に贈られるPalmer Dixon Prizeを受賞。